# 東光寺 (萩市)
東光寺（とうこうじ）は、山口県萩市にある黄檗宗の寺院。山号は護国山。本尊は釈迦牟尼仏。

## 歴史
吉田松陰誕生地近くの萩市椿東にあり、元禄4年（1691年）萩藩3代藩主毛利吉就が建立した。吉就は若くして黄檗宗に帰依して、本山黄檗万福寺に範を求めて広壮な堂を建立。萩出身の高僧・慧極道明禅師を開山に迎えた。吉就の死後、ここを墓所とし毛利家の菩提寺となった。仙台藩伊達家の両足山大年寺、鳥取藩池田家の龍峯山興禅寺と並んで黄檗宗三大叢林の一つである。

## 伽藍
中国の明時代の末から清時代の末にかけての黄檗伽藍様式。伽藍の配置は龍の形を表したものと伝えられる。元禄6年（1693年）頃建立の総門、元禄7年（1694年）頃建立の鐘楼、元禄11年（1698年）建立の大雄宝殿、文化9年（1812年）建立の三門の4棟の建造物が重要文化財に指定されている。

### 毛利氏廟所
萩藩主3代（萩での藩主の代数は輝元を初代とせず、秀就を初代として数えている）毛利吉就、5代吉元、7代重就、9代斉房、11代斉元の奇数代の藩主の5基と、それぞれの正室の合計10基の他、側室など近親者20余基がある。また、重臣諸家の献上した石灯籠500基が並んでいる。国の史跡に指定されている。なお初代秀就と偶数代の藩主は萩市の大照院に廟所がある。輝元の廟所は萩市の天樹院跡にある。

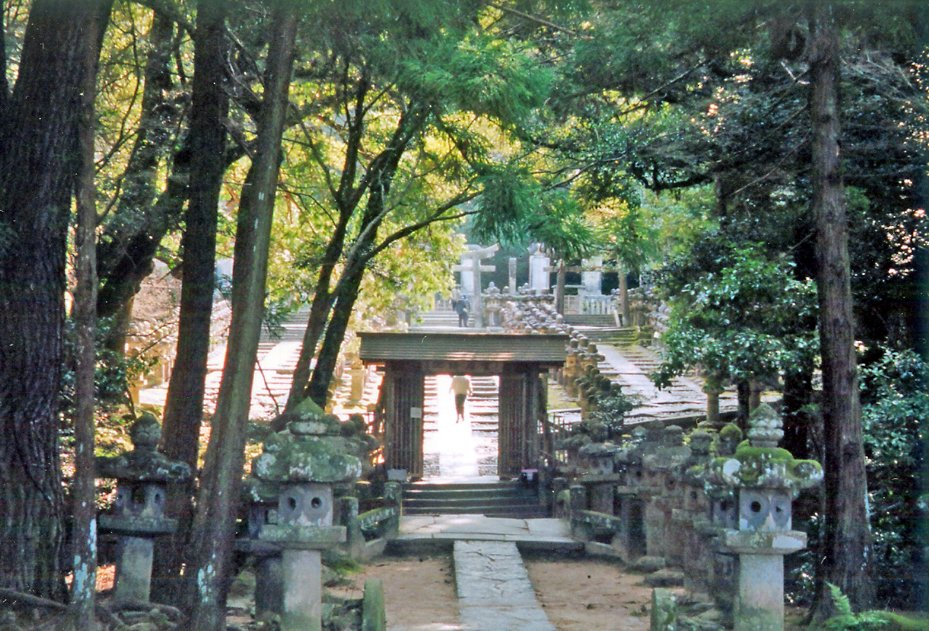
毛利氏廟所
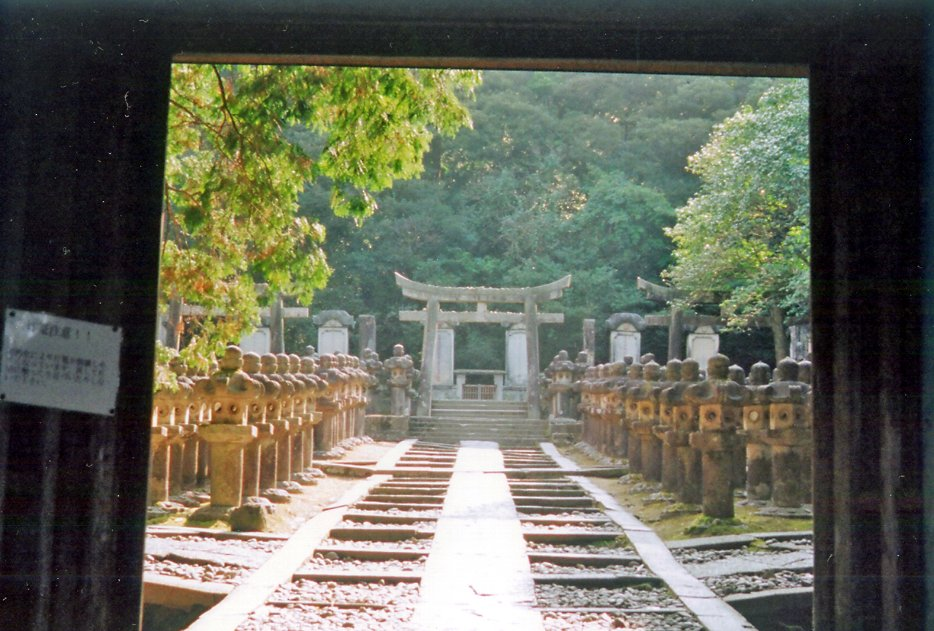
廟所入口からの内部
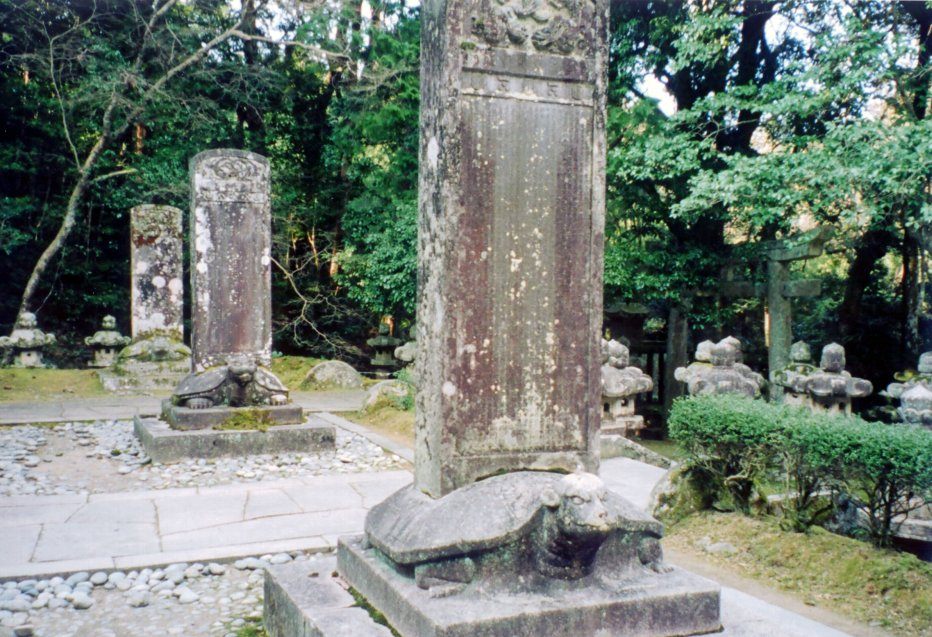
墓前に立ち並ぶ碑
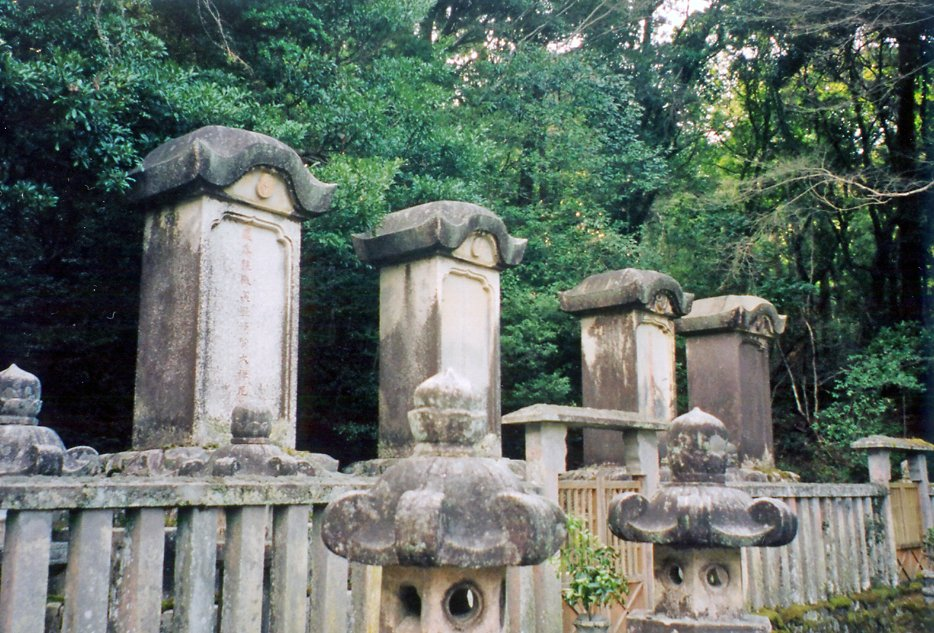
墓碑、右より7代重就と夫人の登代姫、11代斉元と夫人の由美姫。
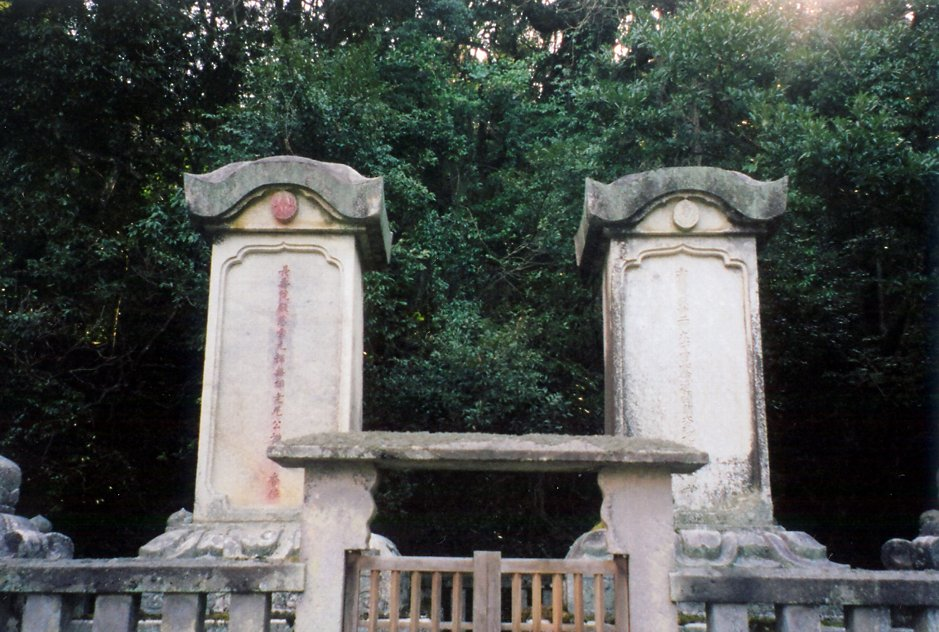
創健者である吉就(右)と夫人亀姫の墓
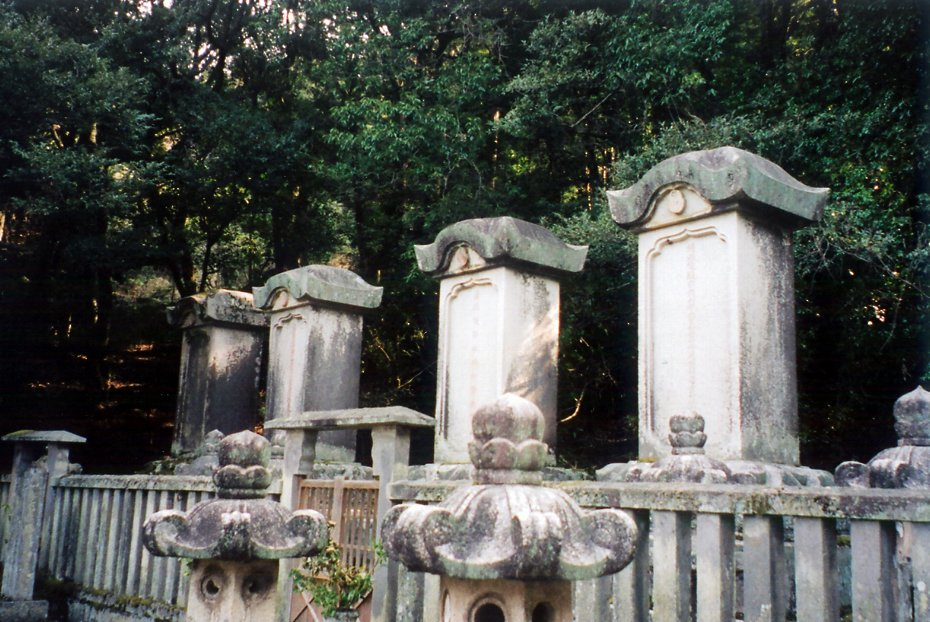
墓碑、右端より、9代斉房と夫人の幸姫、5代吉元と夫人の品姫。

### 元治甲子殉難烈士墓所

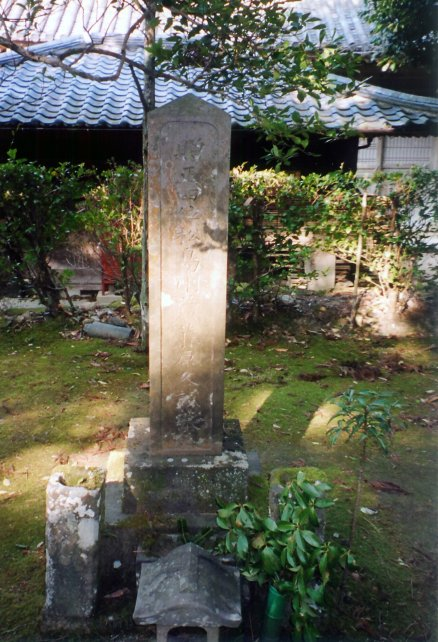
松島剛蔵の墓

元治元年（1864年）、京都の禁門の変により幕府への謝罪のため、岩国で自刃した福原元僴、徳山で自刃した益田親施、国司親相の3家老。
反対派により萩野山獄で処刑された宍戸真澂、山田亦介、前田孫右衛門、竹内正兵衛（享年46）、毛利登人、松島剛蔵、中村九郎、佐久間左兵衛（享年32）、大和弥八郎、渡辺内蔵太、楢崎弥八郎（享年28）ら十一烈士。
俗論党のために萩で自刃を命ぜられた清水清太郎。幕府の萩征伐の起因の責任を感じて山口で自刃した周布政之助。これら身をもって難に殉じた藩士のために明治29年（1896年）に建てられた慰霊墓所。
この他、選鋒隊によって暗殺された藩主の使者3名、桜井三木三（みきぞう、享年36）、香川半助（享年35）、冷泉五郎（享年25）鎮静会議員の墓が祀られている。

## 文化財

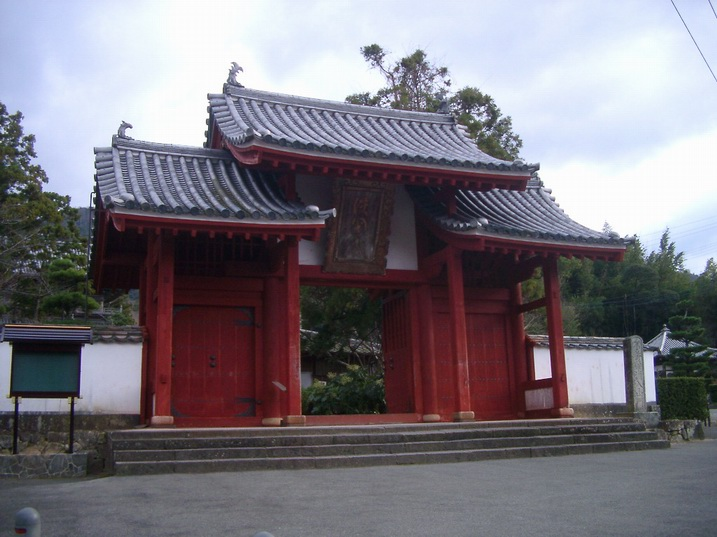
総門

### 重要文化財（国指定）
- 東光寺 4棟
  - 三門 - 江戸時代後期（1812年）の建立。 三間三戸二階二重門、入母屋造、本瓦葺、両山廊付。山廊、各桁行二間、梁間二間、切妻造、本瓦葺。昭和41年（1966）06月11日指定[2]。
  - 総門 - 江戸時代中期（1693年）の建立。桁行三間、梁間二間、一重、切妻造段違、本瓦葺。昭和41年（1966）06月11日指定[3]。
  - 鐘楼 - 江戸時代中期（1696年-1710年）の建立。桁行三間、梁間一間、一重二階もこし付、入母屋造、本瓦葺、もこし桟瓦葺。昭和41年（1966）06月11日指定[4]。
  - 大雄宝殿 - 江戸時代中期（1698年）の建立。桁行正面五間、背面三間、梁間四間、一重もこし付、入母屋造、本瓦葺。昭和41年（1966）06月11日指定[5]。

### 国の史跡
萩藩主毛利家墓所
3代吉就・5代吉元・7代重就・9代斉房・11代斉元の5人の萩藩主の墓がある。昭和56年（1981年）5月11日指定。

## 拝観
8:30 — 17:00、拝観料 300円